# Брновић
Брновић је српско презиме. Значајни људи са овим презименом су:
- Бојан Брновић (рођен 1979), црногорски фудбалер
- Бранко Брновић (рођен 1967), пензионисани црногорски професионални фудбалер
- Драгољуб Брновић (рођен 1963), бивши црногорски фудбалер
- Ненад Брновић (рођен 1980), црногорски фудбалер